# Craig Berube
Craig Berube (Alberta, 17 de dezembro de 1965) é um canadense ex-jogador e treinador profissional de hóquei no gelo que é atualmente o treinador principal do Toronto Maple Leafs da National Hockey League (NHL).
Apelidado de "Chief", Berube jogou 17 temporadas na NHL pelo Philadelphia Flyers, Maple Leafs, Calgary Flames, Washington Capitals e New York Islanders. Após sua aposentadoria, ele atuou como treinador principal dos Flyers por duas temporadas e do St. Louis Blues por seis temporadas, vencendo a Stanley Cup em 2019.

## Carreira de jogador
Berube jogou 1.054 jogos da temporada regular da NHL entre 1986 e 2003. Ele acumulou 3.149 minutos de penalidade em sua carreira, ocupando o sétimo lugar na lista de todos os tempos. Com 159 pontos, ele é o jogador menos produtivo da liga com pelo menos 1.000 jogos disputados.
Berube foi contratado como agente livre não draftado pelo Philadelphia Flyers em 19 de março de 1986. Ele fez sua estreia na NHL em 22 de março de 1987, registrando 16 minutos de penalidade, incluindo duas penalidades maiores por briga, em uma vitória dos Flyers por 3–1 sobre o Pittsburgh Penguins. Ele permaneceu com os Flyers até o final da temporada regular e também jogou em cinco jogos de playoffs durante a campanha para as finais da Stanley Cup de 1987. Berube consolidou seu lugar na equipe dos Flyers durante a temporada de 1988–89 e terminou entre os dez primeiros em minutos de penalidade nas duas temporadas seguintes.
Após a temporada de 1990–91, Berube foi trocado três vezes em um período de pouco mais de sete meses. Os Flyers o trocaram para o Edmonton Oilers em 30 de maio. Quatro meses depois, ele foi trocado para o Toronto Maple Leafs em 19 de setembro. Berube jogou a primeira metade da temporada de 1991–92 com Toronto antes de ser trocado novamente em 2 de janeiro de 1992 para o Calgary Flames.
Berube permaneceu com os Flames até o final da temporada de 1992–93. Ele foi trocado em 26 de junho de 1993 para o Washington Capitals. Ele passou as próximas seis temporadas com a equipe, jogando notavelmente em todos os jogos de playoffs durante a campanha para as finais da Stanley Cup de 1998.
Durante um jogo em novembro de 1997 contra o Florida Panthers, Berube chamou o atacante dos Panthers, Peter Worrell, que é negro, de "macaco." Berube afirmou que o comentário não teve motivação racial e pediu desculpas a Worrell um dia após o jogo. A NHL suspendeu Berube por um jogo.
Berube retornou aos Flyers em 1999 durante o prazo de trocas. Ele viu sua última ação nos playoffs da Stanley Cup em 2000. No Jogo 4 das Finais da Conferência Leste, ele marcou o gol da vitória para colocar os Flyers em vantagem de 3–1 na série contra o New Jersey Devils, mas os Flyers perderam os três jogos seguintes e a série.
Berube dividiu as próximas três temporadas entre os Capitals, New York Islanders e os Flames. Ele encerrou sua carreira como jogador-assistente técnico no Philadelphia Phantoms, afiliado dos Flyers na American Hockey League, durante a temporada de 2003–04.

## Carreira como treinador

### Philadelphia Flyers
Berube foi nomeado treinador principal do Philadelphia Phantoms, o afiliado dos Flyers na American Hockey League, antes da temporada de 2006–07. No entanto, em 23 de outubro de 2006, Berube foi promovido para a equipe técnica dos Flyers na NHL após uma grande reorganização na franquia. Em 22 de outubro de 2006, Bob Clarke renunciou ao cargo de gerente geral dos Flyers e o treinador principal Ken Hitchcock foi dispensado de suas funções. John Stevens, anteriormente assistente técnico, foi nomeado o novo treinador principal dos Flyers, e Berube foi designado para substituí-lo como assistente. Para a temporada de 2007–08, Berube retornou aos Phantoms como treinador principal. Em 7 de outubro de 2013, ele foi nomeado treinador principal do Philadelphia Flyers após um início de 0–3–0. A equipe melhorou seu desempenho após a mudança e garantiu uma vaga nos playoffs. Em 17 de abril de 2015, Berube foi dispensado de suas funções de treinador.

### St. Louis Blues
Em 29 de junho de 2016, Berube foi nomeado treinador principal do Chicago Wolves na American Hockey League, o afiliado do St. Louis Blues.
Em 15 de junho de 2017, Berube foi nomeado treinador assistente dos Blues. Em 19 de novembro de 2018, os Blues demitiram o treinador principal Mike Yeo e nomearam Berube como treinador interino para o restante da temporada.

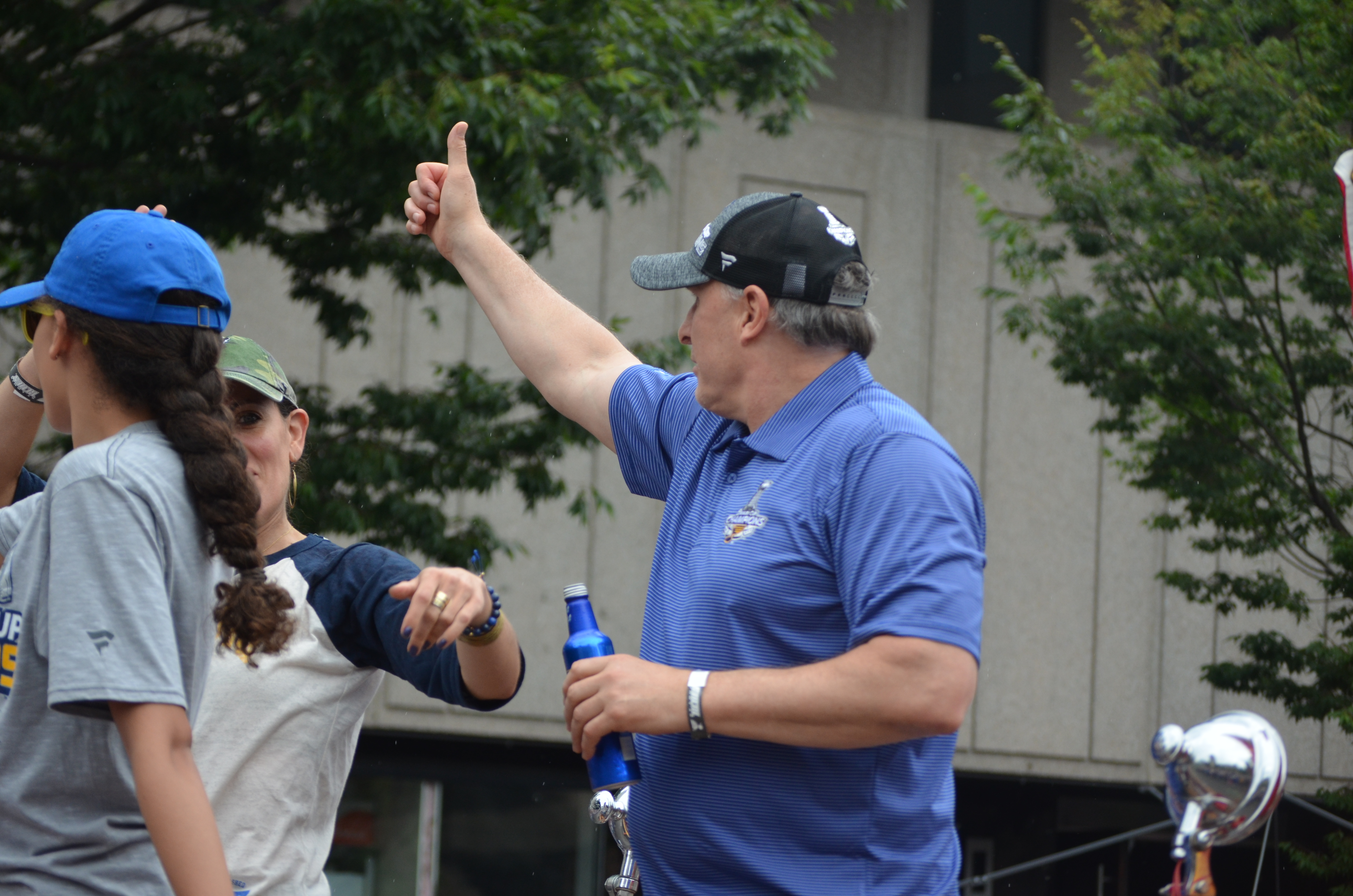
Berube durante a comemoração da Stanley Cup de 2019.

Os Blues tiveram dificuldades inicialmente sob o comando de Berube; no início do ano de 2019, eles estavam com um recorde de 15–18–4 e em último lugar na classificação da liga. No entanto, melhoraram no restante da temporada, alcançando um recorde de 30–10–5, incluindo uma sequência de 11 vitórias consecutivas, um recorde da franquia. Como o terceiro colocado na Divisão Central, eles avançaram para as finais da Stanley Cup pela quarta vez na história da franquia e pela primeira vez desde 1970. Os Blues venceram a série por 4–3 contra o Boston Bruins, encerrando o Jogo 7 com uma vitória por 4–1, conquistando seu primeiro título da Stanley Cup na história da franquia e dando a Berube seu primeiro título da Stanley Cup como jogador ou treinador.
Berube tornou-se o segundo treinador interino na história da NHL a guiar sua equipe a um título da Stanley Cup. Ele compartilha essa distinção com Larry Robinson, que alcançou o feito 19 anos antes com o New Jersey Devils.
Em 26 de abril de 2019, Berube, Jon Cooper e Barry Trotz foram anunciados como finalistas para o Prêmio Jack Adams de Melhor Treinador da NHL. Em 24 de junho, os Blues removeram a tag de "interino" de Berube e oficialmente o nomearam como o 26º treinador principal na história da franquia, com um contrato de três anos.
Em 9 de fevereiro de 2022, os Blues assinaram uma extensão de contrato de três anos com Berube.
Em 12 de dezembro de 2023, após uma sequência de quatro derrotas, culminando em uma derrota por 6–4 para o Detroit Red Wings, Berube foi demitido pelos Blues.

### Toronto Maple Leafs
Após a temporada de 2023–24, Berube foi contratado como treinador principal do Toronto Maple Leafs em 17 de maio de 2024, substituindo Sheldon Keefe.

## Vida pessoal
Berube é parcialmente descendente das Primeiras Nações. Durante seu tempo como treinador dos Flyers, ele e o treinador principal do Buffalo Sabres, Ted Nolan, eram os únicos treinadores principais na NHL com ascendência das Primeiras Nações. Em 21 de novembro de 2013, Berube (parte Cris) e Nolan (Ojíbuas) se tornaram os primeiros treinadores principais de ascendência das Primeiras Nações na história da NHL a treinar equipes adversárias no mesmo jogo.

## Estatísticas da carreira

### Carreira como jogador
|           |                       |        | Temporada regular | Temporada regular | Temporada regular | Temporada regular | Temporada regular | Playoffs | Playoffs | Playoffs | Playoffs | Playoffs |
| Temporada | Time                  | Liga   | J                 | G                 | A                 | Pts               | PIM               | J        | G        | A        | Pts      | PIM      |
| --------- | --------------------- | ------ | ----------------- | ----------------- | ----------------- | ----------------- | ----------------- | -------- | -------- | -------- | -------- | -------- |
| 1986–87   | Hershey Bears         | AHL    | 63                | 7                 | 17                | 24                | 325               | —        | —        | —        | —        | —        |
| 1986–87   | Philadelphia Flyers   | NHL    | 7                 | 0                 | 0                 | 0                 | 57                | 5        | 0        | 0        | 0        | 17       |
| 1987–88   | Philadelphia Flyers   | NHL    | 27                | 3                 | 2                 | 5                 | 108               | —        | —        | —        | —        | —        |
| 1987–88   | Hershey Bears         | AHL    | 31                | 5                 | 9                 | 14                | 119               | —        | —        | —        | —        | —        |
| 1988–89   | Philadelphia Flyers   | NHL    | 53                | 1                 | 1                 | 2                 | 199               | 16       | 0        | 0        | 0        | 56       |
| 1988–89   | Hershey Bears         | AHL    | 7                 | 0                 | 2                 | 2                 | 19                | —        | —        | —        | —        | —        |
| 1989–90   | Philadelphia Flyers   | NHL    | 74                | 4                 | 14                | 18                | 291               | —        | —        | —        | —        | —        |
| 1990–91   | Philadelphia Flyers   | NHL    | 74                | 8                 | 9                 | 17                | 293               | —        | —        | —        | —        | —        |
| 1991–92   | Toronto Maple Leafs   | NHL    | 40                | 5                 | 7                 | 12                | 109               | —        | —        | —        | —        | —        |
| 1991–92   | Calgary Flames        | NHL    | 36                | 1                 | 4                 | 5                 | 155               | —        | —        | —        | —        | —        |
| 1992–93   | Calgary Flames        | NHL    | 77                | 4                 | 8                 | 12                | 209               | 6        | 0        | 1        | 1        | 21       |
| 1993–94   | Washington Capitals   | NHL    | 84                | 7                 | 7                 | 14                | 305               | 8        | 0        | 0        | 0        | 21       |
| 1994–95   | Washington Capitals   | NHL    | 43                | 2                 | 4                 | 6                 | 173               | 7        | 0        | 0        | 0        | 29       |
| 1995–96   | Washington Capitals   | NHL    | 50                | 2                 | 10                | 12                | 151               | 2        | 0        | 0        | 0        | 19       |
| 1996–97   | Washington Capitals   | NHL    | 80                | 4                 | 3                 | 7                 | 218               | —        | —        | —        | —        | —        |
| 1997–98   | Washington Capitals   | NHL    | 74                | 6                 | 9                 | 15                | 189               | 21       | 1        | 0        | 1        | 21       |
| 1998–99   | Washington Capitals   | NHL    | 66                | 5                 | 4                 | 9                 | 166               | —        | —        | —        | —        | —        |
| 1998–99   | Philadelphia Flyers   | NHL    | 11                | 0                 | 0                 | 0                 | 28                | 6        | 1        | 0        | 1        | 4        |
| 1999–00   | Philadelphia Flyers   | NHL    | 77                | 4                 | 8                 | 12                | 162               | 18       | 1        | 0        | 1        | 23       |
| 2000–01   | Washington Capitals   | NHL    | 22                | 0                 | 1                 | 1                 | 18                | —        | —        | —        | —        | —        |
| 2000–01   | New York Islanders    | NHL    | 38                | 0                 | 2                 | 2                 | 54                | —        | —        | —        | —        | —        |
| 2001–02   | Calgary Flames        | NHL    | 66                | 3                 | 1                 | 4                 | 164               | —        | —        | —        | —        | —        |
| 2002–03   | Calgary Flames        | NHL    | 55                | 2                 | 4                 | 6                 | 100               | —        | —        | —        | —        | —        |
| 2003–04   | Philadelphia Phantoms | AHL    | 33                | 0                 | 6                 | 6                 | 134               | —        | —        | —        | —        | —        |
| Totals    | Totals                | Totals | 1,054             | 61                | 98                | 159               | 3,149             | 89       | 3        | 1        | 4        | 211      |

### Carreira como treinador
| Time                | Ano     | Temporada regular | Temporada regular | Temporada regular | Temporada regular | Temporada regular | Temporada regular   | Pós-Temporada | Pós-Temporada | Pós-Temporada | Pós-Temporada                                    |
| Time                | Ano     | G                 | W                 | L                 | OTL               | Pts               | Finish              | W             | L             | Win%          | Result                                           |
| ------------------- | ------- | ----------------- | ----------------- | ----------------- | ----------------- | ----------------- | ------------------- | ------------- | ------------- | ------------- | ------------------------------------------------ |
| Philadelphia Flyers | 2013–14 | 79                | 42                | 27                | 10                | (94)              | 3º na Metropolitana | 3             | 4             | .429          | Perdeu na Primeira Rodada (NYR)                  |
| Philadelphia Flyers | 2014–15 | 82                | 33                | 31                | 18                | 84                | 6º na Metropolitana | —             | —             | —             | Não foi para os playoffs                         |
| St. Louis Blues     | 2018–19 | 63                | 38                | 19                | 6                 | (82)              | 3º na Central       | 16            | 10            | .615          | Campeão da Stanley Cup (BOS)                     |
| St. Louis Blues     | 2019–20 | 71                | 42                | 19                | 10                | 94                | 1º na Central       | 2             | 4             | .333          | Perdeu na Primeira Rodada (VAN)                  |
| St. Louis Blues     | 2020–21 | 56                | 27                | 20                | 9                 | 63                | 4º na West          | 0             | 4             | .000          | Perdeu na Primeira Rodada (COL)                  |
| St. Louis Blues     | 2021–22 | 82                | 49                | 22                | 11                | 109               | 3º na Central       | 6             | 6             | .500          | Perdeu na Segunda Rodada (COL)                   |
| St. Louis Blues     | 2022–23 | 82                | 37                | 38                | 7                 | 81                | 6º na Central       | —             | —             | —             | Não foi para os playoffs                         |
| St. Louis Blues     | 2023–24 | 28                | 13                | 14                | 1                 | 27                | (Demitido)          | —             | —             | —             | —                                                |
| Total               | Total   | 543               | 281               | 190               | 72                |                   |                     | 27            | 28            | .491          | 5 aparições nos playoffs 1 título da Stanley Cup |